# Niklik

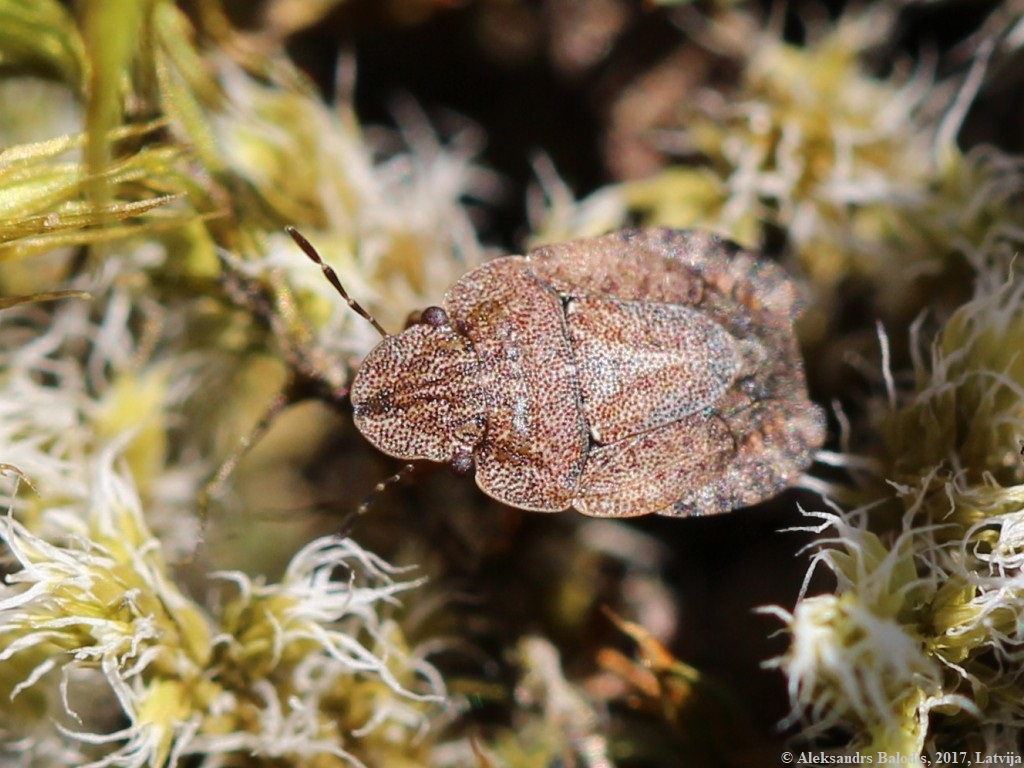
Sciocoris microphthalmus

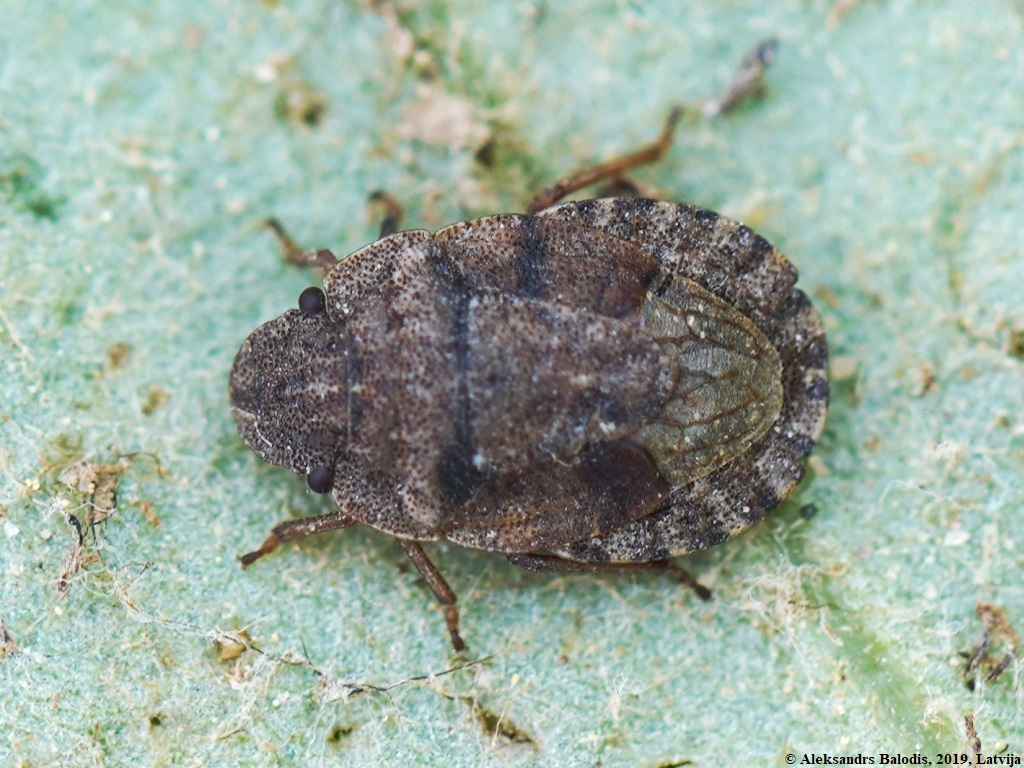
Sciocoris umbrinus

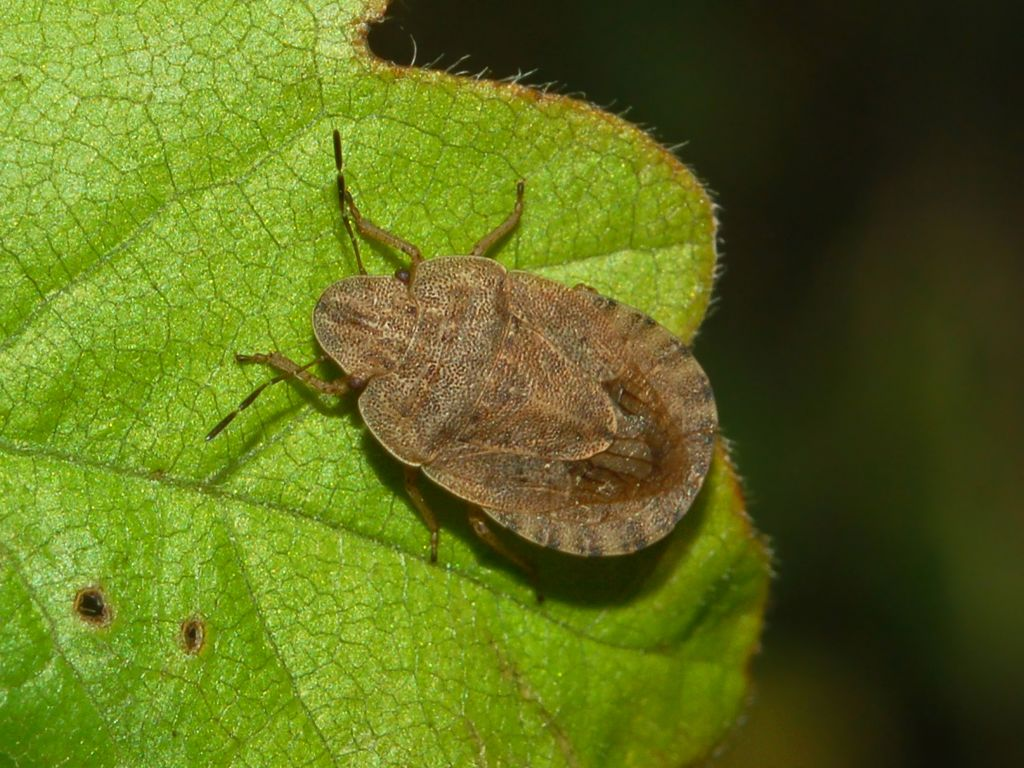
Sciocoris homalonotus

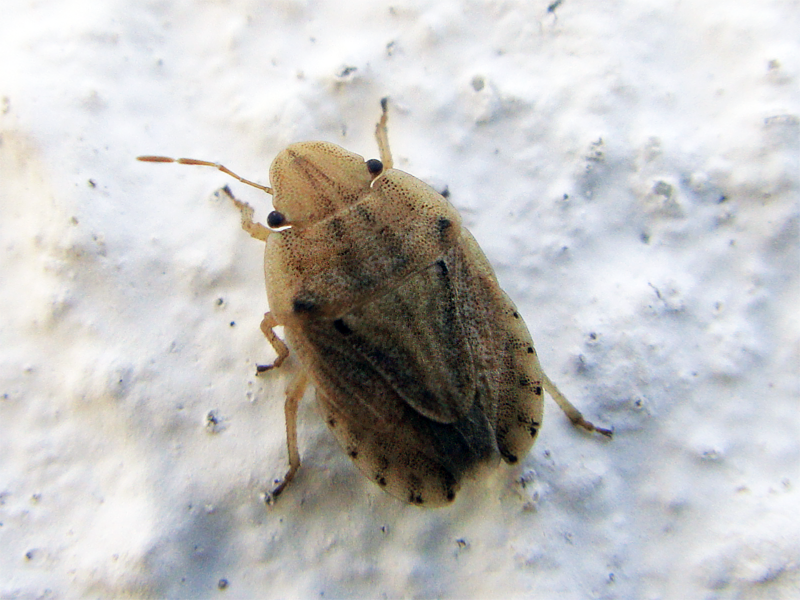
Sciocoris sulcatus

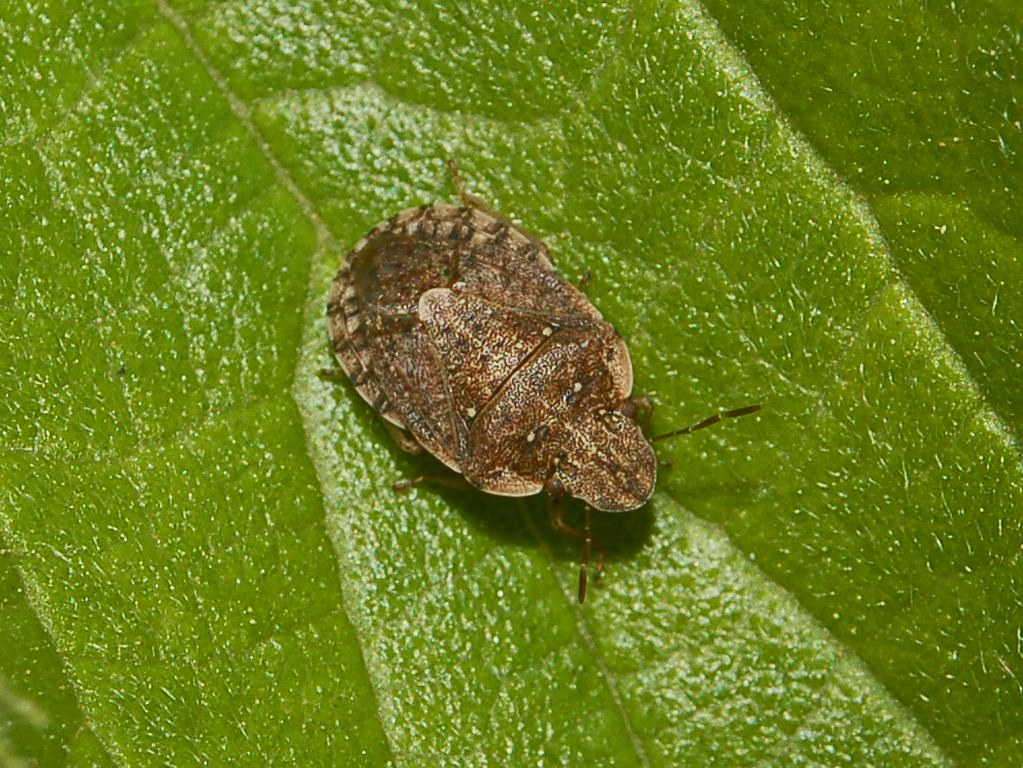
Sciocoris sideritidis

Niklik (Sciocoris) – rodzaj pluskwiaków z podrzędu różnoskrzydłych i rodziny tarczówkowatych.
Pluskwiaki o w zarysie owalnym, choć trochę bardziej pociągłym niż u Menaccarus ciele, u gatunków występujących w Polsce osiągającym od 4 do 9 mm długości. Ich głównie żółtobrązowe ubarwienie pełni funkcję maskującą. Głowa, przedplecze i półpokrywy mają spłaszczone i rozszerzone boki. Głowa cechuje się małymi, okrągłymi oczami i nakrytym policzkami przodem nadustka; pozbawiona jest kolców na brzegach bocznych. Krawędzie boczne przedplecza mają postać cienkich i ostrych, nieuzbrojonych kolcami listewek. Odnóża mają kanciaste golenie uzbrojone w drobne ząbki na krawędziach. Szeroki odwłok ma na listewce brzeżnej wzór z jasnych i ciemnych przepasek.
Owady te zamieszkują siedliska piaszczyste i suche. Bytują u nasady roślin, zwłaszcza z rodziny traw.
Rodzaj rozprzestrzeniony w Starym Świecie, przy czym większość gatunków występuje w krainie palearktycznej. W Europie stwierdzono 25 gatunków, z czego w Polsce stwierdzono 5.
Takson ten wprowadzony został w 1829 roku przez Carla Fredrika Falléna. Obejmuje około 70 opisanych gatunków:
- podrodzaj: Sciocoris (Aposciocoris) Wagner, 1965
  - Sciocoris atifi Lodos & Önder, 1982
  - Sciocoris cerrutii Wagner, 1959
  - Sciocoris homalonotus Fieber, 1851
  - Sciocoris luteolus Fieber, 1861
  - Sciocoris macrocephalus Fieber, 1851
  - Sciocoris microphthalmus Flor, 1860
  - Sciocoris pictus Wagner, 1959
  - Sciocoris placidus Jakovlev, 1903
  - Sciocoris safavii Hoberlandt, 1959
  - Sciocoris umbrinus (Wolff, 1804)
- podrodzaj: Masthletinus Reuter, 1879
  - Sciocoris abbreviatus (Reuter, 1879)
- podrodzaj: Neosciocoris Wagner, 1965
  - Sciocoris assimilis Fieber, 1851
  - Sciocoris conspurcatus Klug, 1845
  - Sciocoris farsianus Linnavuori, 2012
  - Sciocoris fraterculus Linnavuori, 1972
  - Sciocoris fumipennis Puton, 1881
  - Sciocoris gyldenstolpei Bergroth, 1927
  - Sciocoris kiritshenkoi Wagner, 1965
  - Sciocoris leprieuri Mulsant & Rey, 1866
  - Sciocoris lineiventris Linnavuori, 1972
  - Sciocoris maculatus Fieber, 1851
  - Sciocoris modestus Horváth, 1903
  - Sciocoris monticola Linnavuori, 1975
  - Sciocoris orientalis Linnavuori, 1960
  - Sciocoris othmanus Linnavuori, 1972
  - Sciocoris otini Vidal, 1938
  - Sciocoris pallens Klug, 1845
  - Sciocoris parallelus Vidal, 1952
  - Sciocoris persimilis Wagner, 1965
  - Sciocoris remanei Wagner, 1965
  - Sciocoris sideritidis Wollaston, 1858
  - Sciocoris terrulentus Reiche & Fairmaire, 1849
- podrodzaj: Parasciocoris Wagner, 1965
  - Sciocoris afghanus Hoberlandt, 1984
  - Sciocoris angusticollis Puton, 1895
  - Sciocoris bifurcus Seidenstücker, 1968
  - Sciocoris canariensis Lindberg, 1953
  - Sciocoris capitatus Jakovlev, 1882
  - Sciocoris cassiae Linnavuori, 1975
  - Sciocoris convexiusculus Puton, 1874
  - Sciocoris kmenti Linnavuori, 2012
  - Sciocoris kocheri Vidal, 1952
  - Sciocoris theryi Vidal, 1949
- podrodzaj: Sciocoris Fallén, 1829
  - Sciocoris angularis Puton, 1889
  - Sciocoris consobrinus Kiritshenko, 1952
  - Sciocoris cursitans (Fabricius, 1794) – niklik brzuchopasek
  - Sciocoris deltocephalus Fieber, 1861
  - Sciocoris dilutus Jakovlev, 1903
  - Sciocoris distinctus Fieber, 1851
  - Sciocoris helferi Fieber, 1851
  - Sciocoris hoberlandti Wagner, 1954
  - Sciocoris indicus Dallas, 1851
  - Sciocoris lateralis Fieber, 1851
  - Sciocoris ochraceus Fieber, 1861
  - Sciocoris ogivus Jakovlev, 1894
  - Sciocoris pentheri Wagner, 1953
  - Sciocoris poddubnyi Derzhansky, 1994
  - Sciocoris ressli Wagner, 1966
  - Sciocoris ribauti Wagner, 1953
  - Sciocoris sulcatus Fieber, 1851
- podrodzaj: incertae sedis
  - Sciocoris addisi Linnavuori, 1972
  - Sciocoris australis Linnavuori, 1975
  - Sciocoris fuscosparsus Stål, 1858
  - Sciocoris granulatus Fieber, 1851
  - Sciocoris longifrons Barber, 1933
  - Sciocoris lugubris Walker, 1868
  - Sciocoris obscurus Dallas, 1851
  - Sciocoris paleaceus Germar, 1837
  - Sciocoris reflexus Fieber, 1851
  - Sciocoris rotundiceps Linnavuori, 1975
  - Sciocoris rusticus Stål, 1853
  - Sciocoris senegalensis Fieber, 1851